# Previle
Previle (en serbe cyrillique:  Превиле) était une municipalité de l'ancienne Kotor Varoš secteur (srez) dans la Banja Luka okrug, dans l'ancienne Yougoslavie (le royaume de Yougoslavie  et Yougoslavie), qui existait jusqu'en 1955. Aujourd'hui, l'ancienne municipalité constitue le territoire des villages de  Boljanići, Hadrovci, Jakotina, Ravne, Sokoline, Vagani, Varjače, Viševice,  Vranić, situé dans Kotor Varoš, et Javorani, situé dans Skender Vakuf.
Selon le recensement de 1953, les 4576 habitants ont identifié ethniquement comme:
- Serbes – 3.537
- Croates – 696
- Yougoslaves "indécis" – 341
- Autres – 1

## Localités dans le secteur de Kotor Varoš, 1953
| Zone de recensement | Total | Serbes | Croates | Slovènes | Macédoniens | Monténégrins | Yougoslaves indécises | Tchèques | Polonais | Ruthènes – Ukrainiens | Autres Slaves | Autres Non-Slaves |
| KOTOR VAROŠ SECTEUR | 37898 | 25008  | 6485    | 4        | 4           | 10           | 6375                  | 2        | –        | 2                     | –             | 8                 |
| Kotor Varoš         | 4715  | 805    | 2640    | 2        | 3           | 6            | 1253                  | 1        | –        | 1                     | –             | 4                 |
| Maslovare           | 4574  | 3966   | 8       | –        | –           | –            | 600                   | –        | –        | –                     | –             | –                 |
| Previle             | 4576  | 3537   | 696     | –        | –           | –            | 342                   | –        | –        | –                     | –             | 1                 |
| Skender Vakuf       | 7100  | 6566   | 16      | –        | –           | –            | 518                   | –        | –        | –                     | –             | –                 |
| Šiprage             | 7746  | 6036   | 24      | 1        | 1           | –            | 1682                  | –        | –        | –                     | –             | 2                 |
| Vrbanjci            | 4919  | 1678   | 1728    | 1        | –           | 4            | 1505                  | 1        | –        | 1                     | –             | 1                 |
| Zabrđe              | 4268  | 2420   | 1373    | –        | –           | –            | 475                   | –        | –        | –                     | –             | –                 |